# Манчу Матак
Манчу Матак е югославски комунистически партизанин от арумънски произход и народен герой на Югославия.

## Биография
Роден е през 1920 година в град Крушево. По професия е шивач. Става член на ЮКП през 1929 година. По време на операция Ауфмарш 25 през 1941 година е пленен като войник на Югославия, но успява да избяга и да се върне в Крушево.. Като член на Местния комитет на ЮКП в Крушево от края на 1941 година и участник в стачката на работници е арустева и лежи в затвор от април до юни 1942 година.. Известно време е секретар на Организацията на комунистическата партия в НОПО „Питу Гули“, а след неговото разформироване към края на 1942 година става нелегален в Крушево, а след това се прехвърля в Гостивар и постъпва в НОПО „Кораб“ през пролетта на 1943 година. В битка с Бали Комбетар е заловен и вкаран в затвор в Тирана. След капитулацията на Италия на 8 септември 1943 година става командир на Прилепския отряд в Първа македонско-косовска бригада, а след това на Единадесета македонска ударна бригада. Загива при нападение над бункер на немската армия. Обявен е за народен герой на Югославия през 1951 година.. Името му носи основното училище в Кривогащани.